# والی وینگرت
والاس ای. "والی" وینگرت (زاده ۶ مه ۱۹۶۱) بازیگر آمریکایی، صداپیشه، خواننده و گوینده سابق رادیو است.